# Steven Lalley
Steven Paul Lalley (3 de outubro de 1954) é um matemático estadunidense.
Graduado em 1976 na Universidade Estadual de Michigan. Obteve em 1981 um Ph.D. na Universidade Stanford, com a tese Repeated Likelihood Ratio Tests for Curved Exponential Families orientado por David Siegmund. Após lecionar na Universidade Columbia e na Universidade Purdue, Lalley tornou-se em 1998 professor de estatística da Universidade de Chicago.
In 2012 Lalley foi eleito fellow da American Mathematical Society. Foi palestrante convidado do Congresso Internacional de Matemáticos e Madrid.